# Lochmostylia borgmeieri
Lochmostylia borgmeieri är en tvåvingeart som beskrevs av Friedrich Georg Hendel 1934. Lochmostylia borgmeieri ingår i släktet Lochmostylia och familjen Ctenostylidae.
Artens utbredningsområde är Costa Rica. Inga underarter finns listade i Catalogue of Life.